# 皮尼亚 (因佩里亚省)
皮尼亚（義大利語：Pigna）是意大利利古里亚大区因佩里亚省的市镇。该市镇总面积为53.23平方千米，截至2019年6月30日总人口为795人。